# Standfussiana pallida
Standfussiana pallida là một loài bướm đêm trong họ Noctuidae.